# 日本コーバン
日本コーバン株式会社（Coburn Japan Corporation）は、東京都江東区にある卸商社である。
ホログラムフィルムやレンチキュラーレンズなどを扱う部門と、舞台照明やスモークマシンなどを扱う部門がある。

## 経歴
- 1978年（昭和53年）3月 - 米国ニュージャージー州のコーバン社（Coburn Graphic Films）とのジョイントベンチャーとして設立。当初は東京都中央区日本橋小網町に本社を置いていた。
- 1979年（昭和54年）10月 - 米国・ロスコ社製品（カラーフィルター・スモークマシン等）取扱開始。
- 1992年（平成4年）
  - 4月 - 米国・ETC社製の演出空間用照明機器（スポットライト・調光卓等）取扱開始。
  - 9月 - 台湾・KLASER社のホログラムフィルム取扱開始。
- 1993年（平成5年）9月 - 本社を東京都中央区湊一丁目に移転。
- 1994年（平成6年）6月 - 米国・PROMA社（当時VAN LEER社）のペーパーホログラム取扱開始。
- 1999年（平成11年）1月 - 米国・メドウブルック社のホログラムチップ取扱開始。
- 2000年（平成12年）5月 - ベルギー・ADB社製演出空間用照明機材（スポットライト等）取扱開始。
- 2004年（平成16年）6月 - ビーエスエル（現・Oakキャピタル）が当社株式の80％以上を取得。

## 主な取扱商品
◎特殊フィルム・特殊紙
- ホログラムフィルム
  - ホログラムパターンフィルム・ラベルホログラム・ホログラムラミネートフィルム・ホログラム透明蒸着フィルム・セキュリティラベル
- ホログラムペーパー
  - ホログラムXMペーパー・ホログラムボード
- プラスチックフィルム
  - プリズムフィルム・グリッターフィルム・ラミネートフィルム・レンズフィルム
- ホログラム関連商品
  - ホログラムチップ・インクジェットメディア用シリーズ

◎レンチキュラー
- レンチキュラーレンズ
- レンチキュラープリント（３Dデプス・チェンジング・アニメーション・モーフィング・ズーム）
- 画像合成ソフトウェア

◎ステージ・ライティング（舞台照明・演出機材）
- 照明機材
  - ワープ・ソースフォー・パーライト
- ソースフォー用レンズチューブ・アクセサリ・エフェクト機材
- スモークマシン
  - スモークマシン（デルタ・モデル・アルファ）・スモーク液・アクセサリ
- 照明用フィルター
  - ウルトラカラー・シネジェル・Eカラー・カルカラー・スーパージェル・ロスコラックス・パーマカラー・サーモシールド・ヒートシールド
- その他舞台機材・装飾品
  - ライトパッド・ゴボ・ブラックホイル・ブラックタック・スリットドレイプ